# Albert Memorial Clock Tower

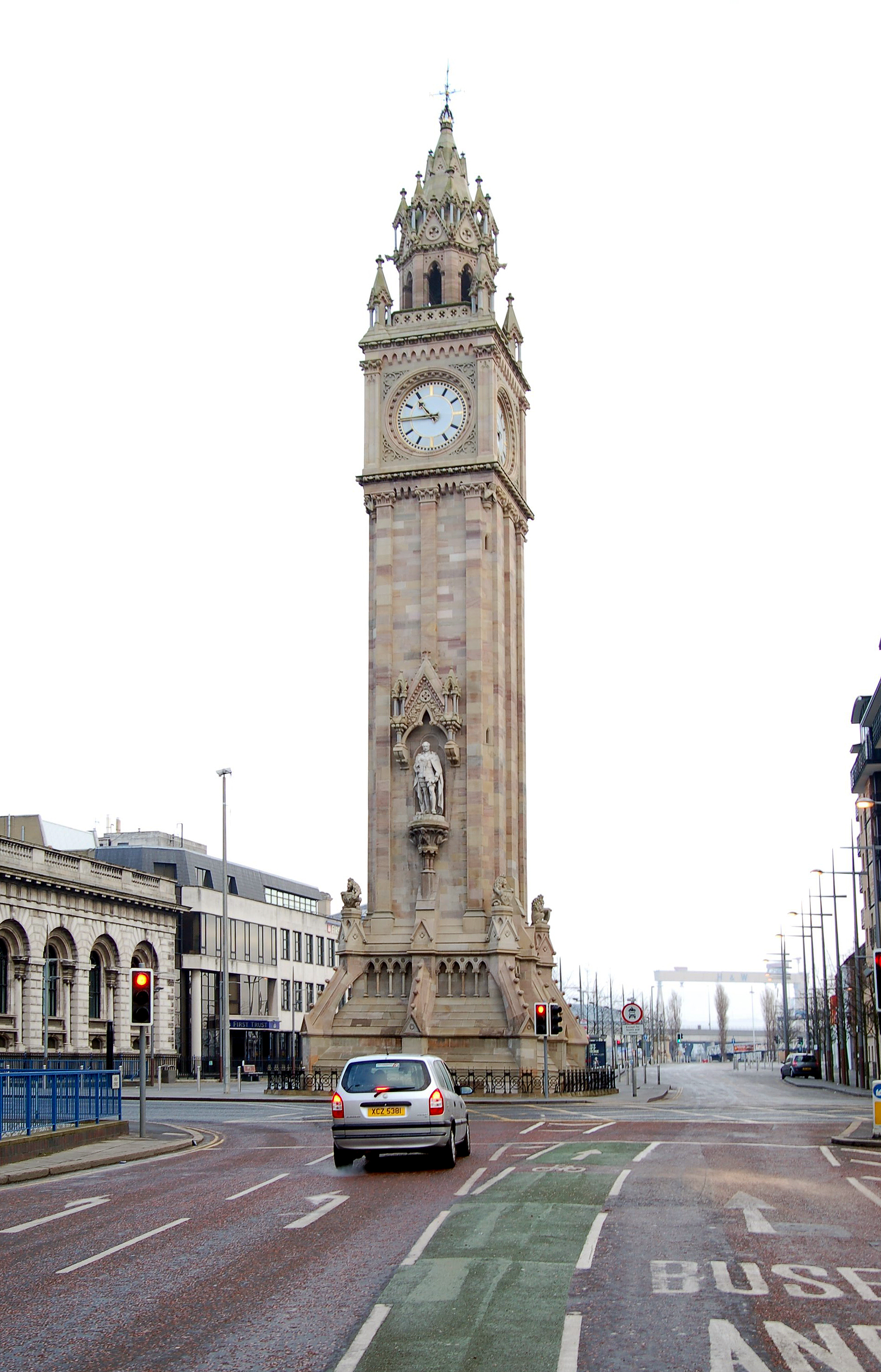
Albert Memorial Clock Tower

Der Albert Memorial Clock Tower ist ein 34,4 Meter hoher Uhrenturm in Nordirland. Er befindet sich in der Nähe des Flusses Lagan am Queen’s Square in Belfast. Eine lebensgroße Statue des Prinzen in der Robe eines Ritter des Hosenbandordens steht an der Westseite des Turms.

## Geschichte
Der zum größten Teil aus Sandstein bestehende Turm wurde von 1865 bis 1870 als Denkmal für den 1861 verstorbenen Gemahl von Königin Victoria, Prinz Albert von Sachsen-Coburg und Gotha, errichtet. Die damaligen Baukosten betrugen 2.500 £.
Der Entwurf für den Turm stammt vom Architekten William J. Barre und sein Baustil wird als Mischung französischer und italienischer Gotik beschrieben.
Wegen einer Senkung des Baugrundes steht der Turm leicht nach einer Seite geneigt, was ihm in der Bevölkerung den Beinamen „Belfasts schiefer Turm von Pisa“ eingebracht hat.

## Sanierung
Um die zunehmende Schrägneigung des Turms zu stoppen und Umweltschäden zu beheben, fanden von 2000 bis 2002 Sanierungsmaßnahmen statt, die insgesamt 2,4 Millionen £ kosteten.